# Egon Eiermann

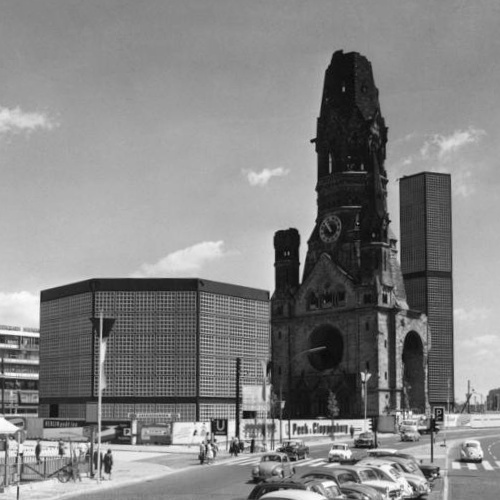
Kaiser-Wilhelm-Gedächtniskirche i Berlin.

Egon Eiermann, född 29 september 1904 och död 19 juli 1970, var en inflytelserik tysk arkitekt och möbelformgivare.

## Biografi
Eiermann föddes i Neuendorf bei Potsdam (nuvarande stadsdelen Babelsberg i Potsdam) utanför Berlin. Fadern arbetade som konstruktör på Orenstein & Koppel i Nowawes.
Han studerade till arkitekt vid Technische Hochschule i Berlin mellan åren 1923 och 1927. Efter avslutad examen fick han anställning vid varuhuskedjan Karstadts arkitektkontor och därefter vid Berlins kommunala elbolag. 1931 startade han ett eget kontor tillsammans med Fritz Jaenecke (senare verksam i Malmö); ett samarbete som varade fram till 1934 och resulterade i flera uppmärksammade bostads- och fabriksprojekt i Berlinregionen. På grund av en personlig dispyt[källa behövs] fortsatte Eiermann därefter själv. Eiermann kom de kommande åren att rita flera industribyggnader tillsammans med sina medarbetare, bland annat en fabrik för brandsläckare i Apolda och Märkische Metallbau i Oranienburg. Under kriget ritade han ett sjukhus i Beelitz utanför Berlin som stod klart 1942 där han också inrättade det egna kontoret 1942-1945.

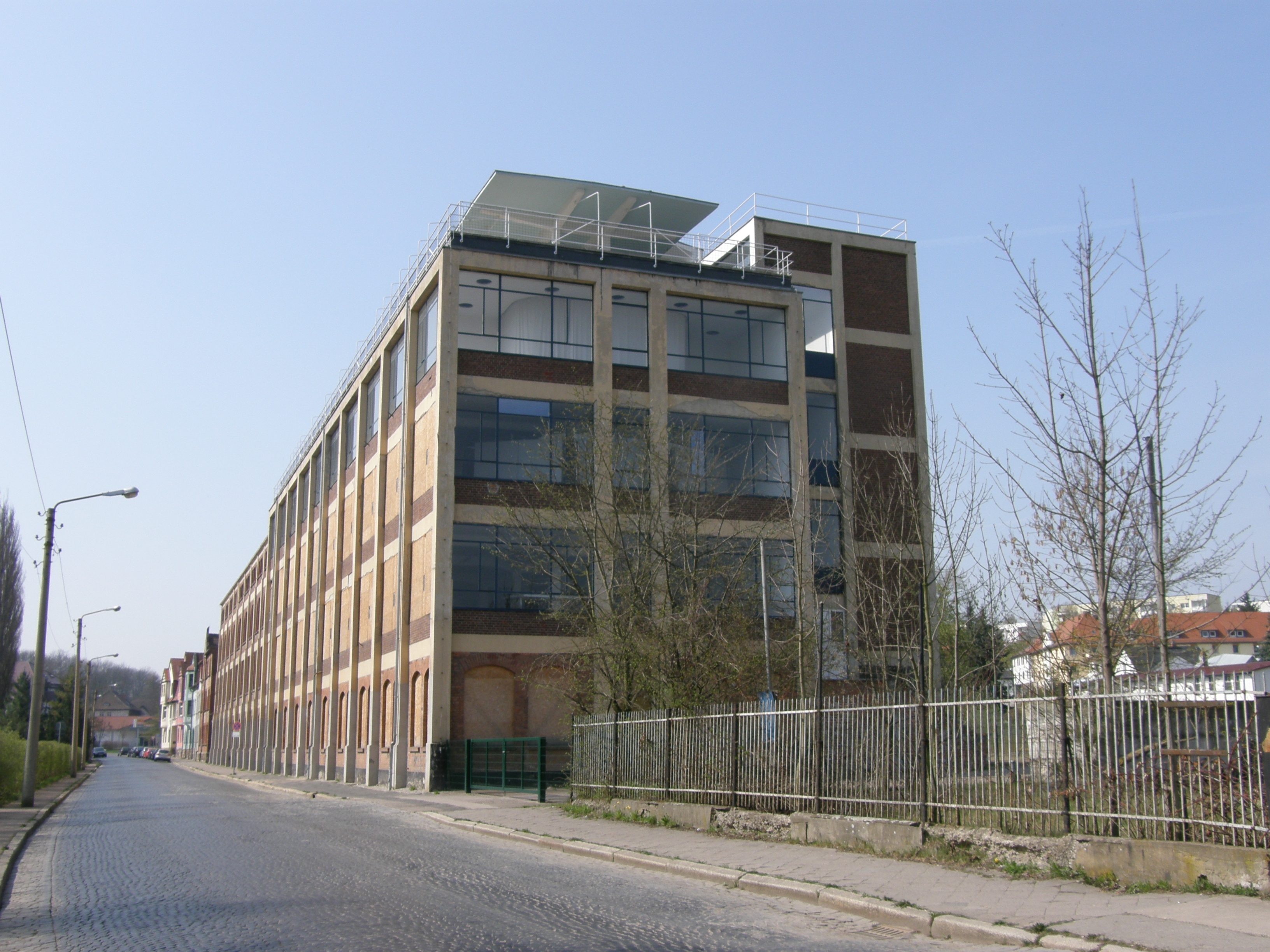
Fabrik för brandsläckare i Apolda
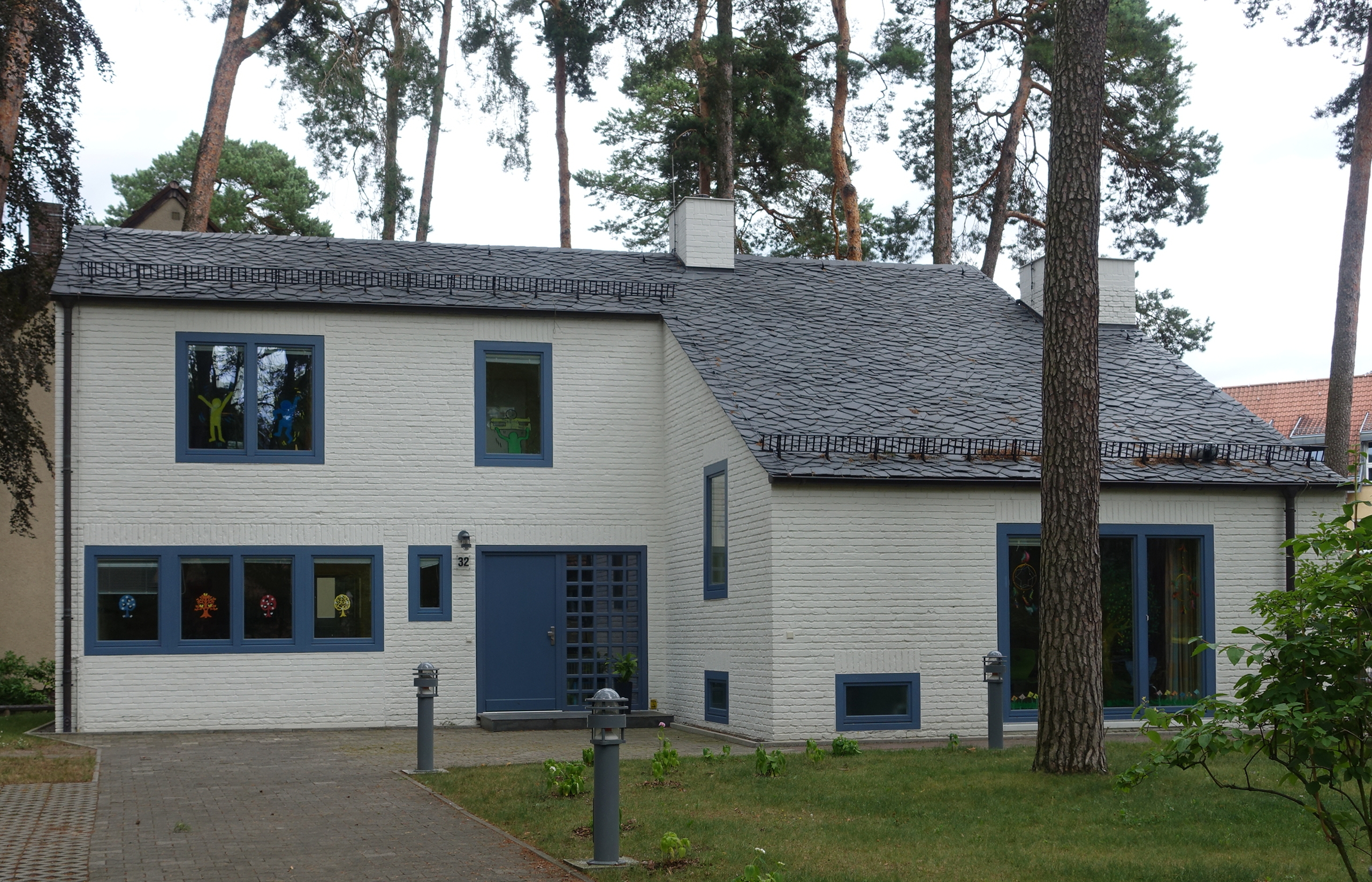
Wohnhaus Dienstbach i Berlin-Nikolassee (1936)

### Efterkrigstid
Efter kriget blev Eiermann alltmer efterfrågad och kom att bli något av en symbol för återuppbyggandet av Tyskland under slutet av 1940-talet och 1950-talet. De flesta projekten handlade om bostäder, men även fabriker. Hans industriarkitektur kännetecknades av rationella stålstrukturer med stora glaspartier och 1951 erhöll han Hugo Häringpriset för en näsduksfabrik i Blumberg.
1947 fick han anställning som rektor vid tekniska högskolan i Karlsruhe och fortsatte där att utveckla byggnadsstrukturer i stål. I början av 1950-talet började han intressera sig för möbelformgivning utifrån sina kunskaper inom bärande strukturer och designade bland annat bord. I samband med en resa till USA i början av 1950-talet stiftade han bekantskap med bland andra Walter Gropius, Marcel Breuer och några år senare lärde han också känna Ludwig Mies van der Rohe.
1958 fick Eiermann det prestigefyllda uppdraget att rita den västtyska paviljongen vid Världsutställningen i Bryssel och året efter ritade han det som skulle bli hans mest berömda byggnadsverk; den nya Kaiser-Wilhelm-Gedächtniskirche i Berlin som byggdes bredvid ruinen av den gamla. Under samma tid vann han även tävlingen om Västtysklands ambassad i Washington, D.C.. Egon Eiermann fortsatte att ha den tyska staten som flitig uppdragsgivare under 1960-talet, där det största uppdraget var kontorshuset för förbundsdagspolitiker i Bonn, allmänt känd som Langer Eugen (1965-1969). Under slutet av sin karriär ritade han kontorskomplex åt exempelvis IBM i Vaihingen och Olivetti i Frankfurt am Main.

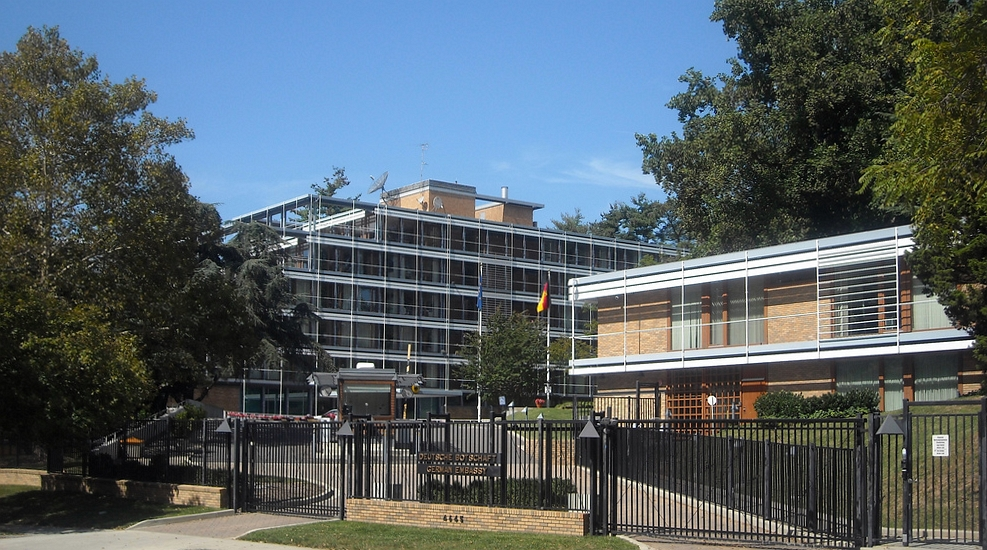
Västtysklands ambassad i Washington, D.C.
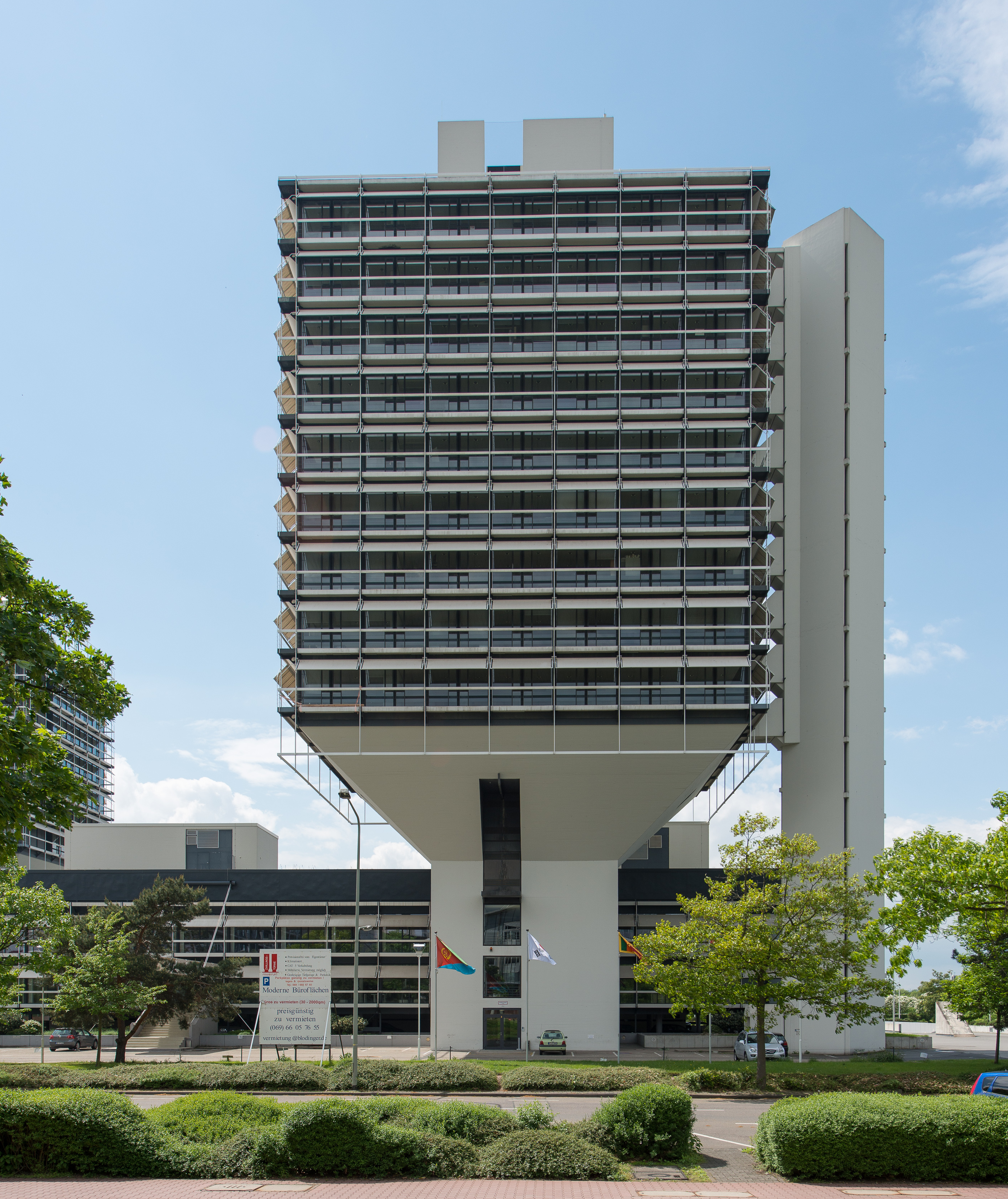
Olivetti
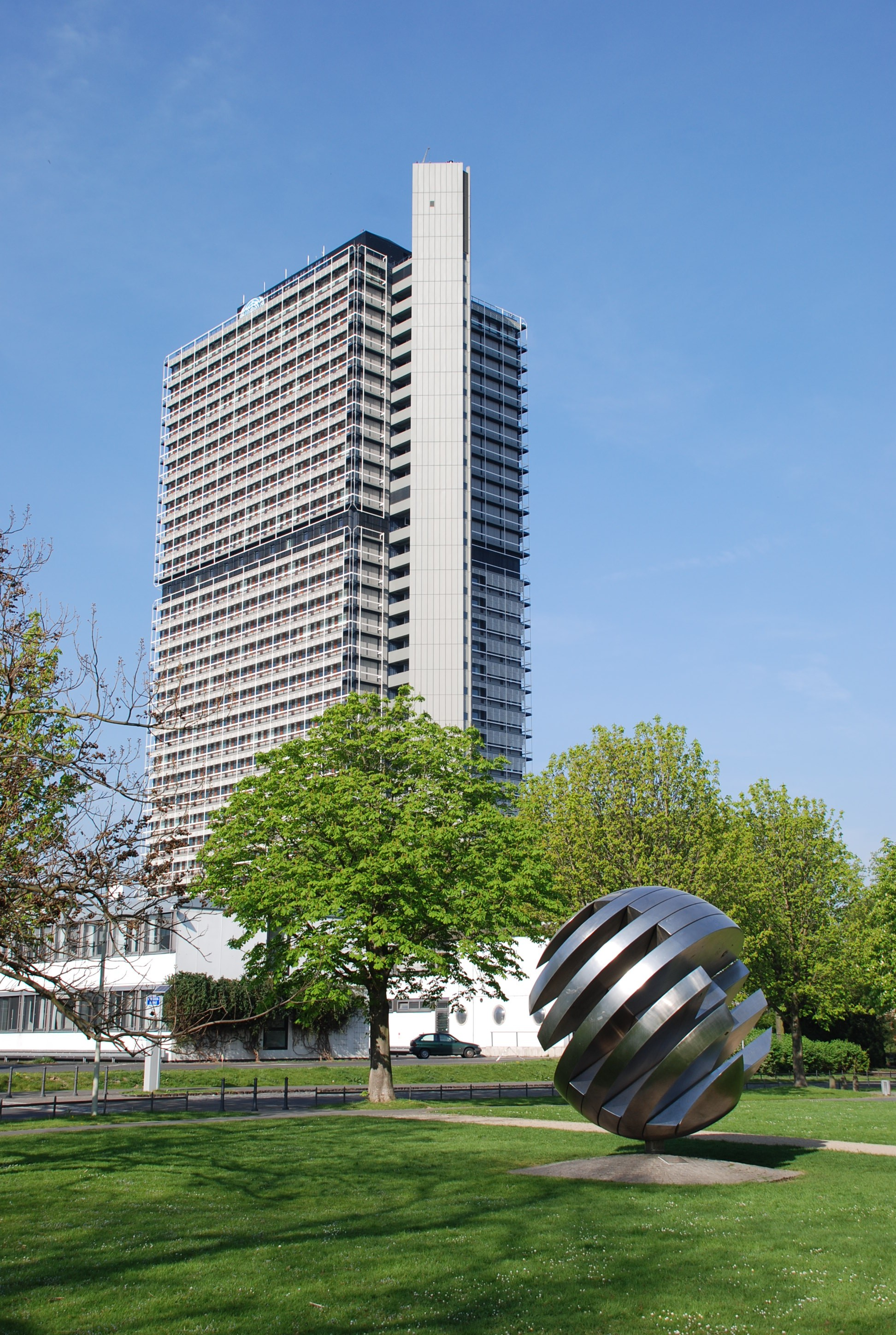
Langer Eugen i Bonn

Eiermann avled 1970 i Baden-Baden. Ett sällskap, Egon Eiermann Gesellschaft, bildades 1997 i Karlsruhe men upplöstes 2025. Föreningen bildades för att ta hand om arvet efter Eiermann och värna om de byggnader som Eiermann ritade samt sprida kunskap om Eiermanns arkitektur. 100-årsjubileet av hans födelse 2004 uppmärksammades i Tyskland med bland annat ett frimärke.